# Panzerwaffe

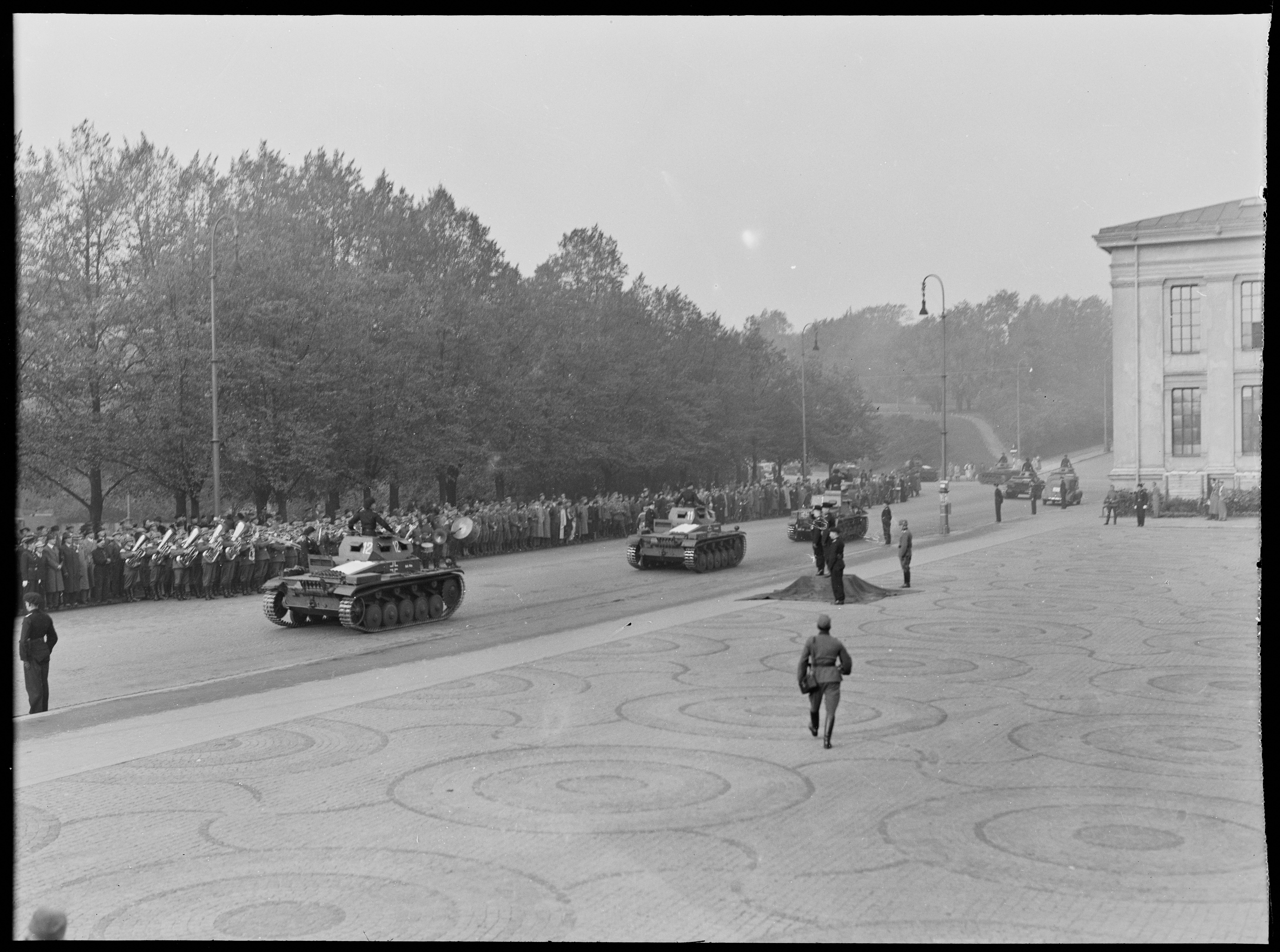
Přehlídka tanků PzKpfw II v Norsku v roce 1940

Panzerwaffe (tanková zbraň) byla organizace, která zodpovídala za výcvik osádek a organizaci německých tanků na frontě. Panzerwaffe byla založena už po 1. světové válce, avšak musela se jmenovat Schnelltruppen (motorizované jednotky), protože podle Versailleské smlouvy nesmělo mít Německo žádné tanky. Označení Panzerwaffe dostala  až v roce 1936, kdy ji přejmenoval Heinz Guderian. Tanky původně neměly být pro strategii bleskové války tak důležité. Velký vzrůst této organizace začal až v roce 1935, kdy Adolf Hitler uviděl přehlídku tanků PzKpfw I v Kummersdorfu u Berlína a vytušil význam této zbraně.

## Výcvik osádek
Každý tankista, který se chtěl stát velitelem tanku, musel podstoupit důstojnický výcvik. Nejdřív musel dokončit základní vojenský výcvik, který trval 8 týdnů. Poté podstoupit důstojnický výcvik v jedné ze 2 tankových škol v Munsteru a Wunsdorfu. Tento výcvik trval 16 týdnů a po jeho dokončení mohl jít důstojník rovnou na frontu. Problém s výcvikem osádek nastal koncem roku 1943, kdy spoustu vzdělaných a zkušených instruktorů odveleli na frontu, aby vytvořili jádro elitní 130. školní tankové divize. 

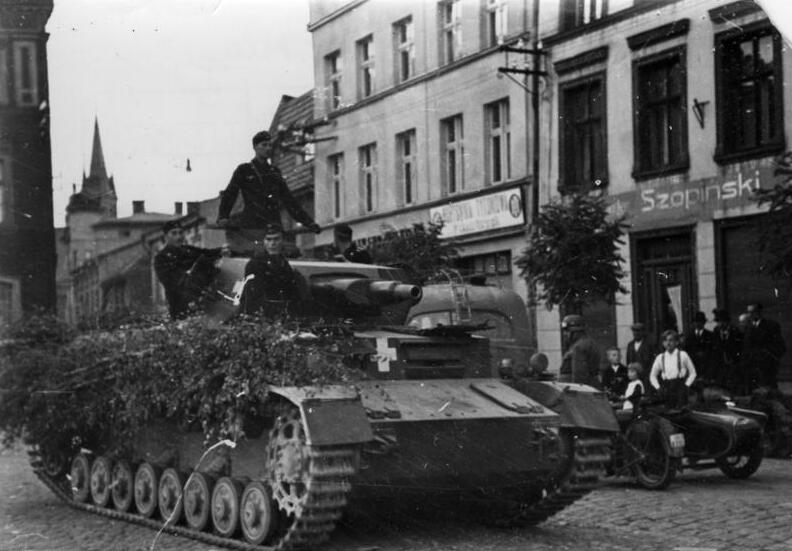
Tank PzKpfw IV rané verze v Polsku

## Organizace
Pannzerwaffe byla také zodpovědná za organizaci tanků na frontě. Na rozdíl od západních spojenců Němci pochopili, že využívání křižníkových a pěchotních tanků jako za 1. světové války je už zastaralé. Proto se v Německu začaly tvořit tankové divize. Během invaze do Polska se ukázalo, že velitelé nezvládají řídit tak velké množství tanků najednou. V zimě 1939–1940 pak došlo k reorganizaci. Každé tankové divizi odebrali 1 tankový pluk (cca 100–150 tanků) a z těch vytvořili nové divize. Tankový sbor měl 3 tankové divize a příslušné jednotky. Po tankovém sboru už byla jen Panzerarmeen (tanková armáda), která se skládala ze tří tankových sborů. Tyto útvary měly velikost srovnatelnou s 1 armádou.

## Výzbroj Panzerwaffe
Panzerwaffe až na pár výjimek používala pouze ověřené a sériově vyráběné stroje. Téměř nikdy se nestalo, že by do výzbroje oficiálně přijala prototyp nebo projektový tank. Každý stroj v Německu musel podlehnout namáhavým zkouškám, které dokázaly určit kvalitu stroje. Někdy Němci testovali tanky i přes půl roku, jako např. u tanku Panther. 